# Bodhi Linux
Bodhi Linux is een lichtgewicht Linuxdistributie die gebaseerd is op Ubuntu, dat op zijn beurt weer gebaseerd is op Debian. Bodhi Linux wordt verspreid onder de voorwaarden van de GPL, een vrije softwarelicentie ontwikkeld door GNU. Bodhi Linux hanteert een semi-rollingreleaseschema.

## Omgeving
Bodhi Linux maakt gebruik van de lichtgewicht windowmanager Moksha (fork van Enlightenment 17, afgekort E17), die ook dienstdoet als desktopomgeving. Moksha ondersteunt thema's, speciale effecten en bureaubladachtergronden. Er wordt door het Bodhi-team een pakketbron (repository) onderhouden met alle recente softwarepakketten. Specifiek voor Bodhi geschreven programma's werden geschreven in de programmeertaal C alsook Python.
De voorgeïnstalleerde programma's zijn Midori, LXTerminal, Enlightenment File Manager, Leafpad en Synaptic. Voor versie 2.1.0 werd PCManFM gebruikt als bestandsbeheerder.

## Versies
Bodhi Linux kent verschillende versies: een 32 bitversie, een 64 bitversie en een ARM-compatibele versie die gebaseerd is op Debian. Er zijn vier ARM-versies beschikbaar: voor Raspberry Pi, Nexus 7, Samsung Chromebook en Genesi Smartbook.

### Versiegeschiedenis
Volgende versies zijn reeds verschenen:
- 8 september 2011: 1.2.0
- 10 oktober 2011: 1.2.1
- 23 december 2011: 1.3.0
- 22 maart 2012: 1.4.0
- 31 mei 2012: 2.0 alfa
- 27 juli 2012: 2.0
- 30 juli 2012: 2.0.1
- 12 september 2012: 2.1.0
- 3 januari 2012: 2.2.0: de eerste versie met het stabiele Enlightenment 17. Voorheen waren dit steeds testversies.
- 31 maart 2013: 2.3.0
- 12 september 2013: 2.4.0
- 2 maart 2014: 3.0.0 alfa
- 28 april 2014: 3.0.0 bèta
- 9 juni 2014: 3.0.0 RC
- 26 oktober 2014: 3.0.0 RC 2
- 17 februari 2015: 3.0.0
- 11 augustus 2015: 3.1.0 (met Moksha Desktop)
- 18 november 2015: 3.1.1
- 30 maart 2016: 3.2.0
- 27 januari 2017: 4.1.0
- 31 mei 2017: 4.2.0
- 29 augustus 2017: 4.3.0
- 8 december 2017: 4.4.0

## Systeemeisen
Om te kunnen werken heeft Bodhi Linux 128 MB werkgeheugen nodig, samen met 1,1 GB aan hardeschijfruimte en een 300MHz-processor. Volgens onafhankelijke tests zou Bodhi vele malen beter presteren dan Ubuntu, afhankelijk van de gebruikte testconfiguratie.